# Kurt Schmied
Pour les articles homonymes, voir Schmied.
Kurt Schmied est un footballeur autrichien. Il est né à Vienne le 14 juin 1926 et est décédé dans la même ville le 9 décembre 2007. Il a eu 38 sélections dans l'équipe nationale d'Autriche, et ce dans les années 1950.